# Swedish Open 2012
Lo Swedish Open 2012 è stato un torneo di tennis giocato sulla terra rossa facente parte della categoria ATP World Tour 250 series nell'ambito dell'ATP World Tour 2012 e della categoria International nell'ambito del WTA Tour 2012. Sia il torneo maschile che femminile si sono tenuti a Båstad in Svezia. Il torneo maschile si è giocato dal 7 al 15 luglio 2012 con il nome di SkiStar Swedish Open 2012, mentre quello femminile si è giocato dal 14 al 22 luglio 2012 con il nome di Sony Ericsson Swedish Open 2012.

## Partecipanti ATP

### Teste di serie
| Giocatore            | Nazionalità | Ranking* | Testa di serie |
| -------------------- | ----------- | -------- | -------------- |
| David Ferrer         | Spagna      | 5        | 1              |
| Nicolás Almagro      | Spagna      | 11       | 2              |
| Albert Ramos Viñolas | Spagna      | 43       | 3              |
| Jarkko Nieminen      | Finlandia   | 44       | 4              |
| Michail Kukuškin     | Kazakistan  | 52       | 5              |
| Grigor Dimitrov      | Bulgaria    | 69       | 6              |
| Filippo Volandri     | Italia      | 79       | 7              |
| Adrian Ungur         | Romania     | 81       | 8              |

* Ranking del 25 giugno 2012.

### Altri partecipanti
I giocatori seguenti hanno ricevuto una wild card per l'ingresso nel tabellone principale singolare:
- Christian Lindell
- Michael Ryderstedt
- Tommy Robredo

I giocatori seguenti hanno superato tutti i turni di qualificazione per il tabellone principale singolare:

- Thiago Alves
- Alessandro Giannessi
- Evgenij Korolëv
- Ivo Minář

## Partecipanti WTA

### Teste di serie
| Giocatrice               | Nazionalità | Ranking* | Testa di serie |
| ------------------------ | ----------- | -------- | -------------- |
| Sara Errani              | Italia      | 9        | 1              |
| Julia Görges             | Germania    | 24       | 2              |
| Anabel Medina Garrigues  | Spagna      | 26       | 3              |
| Roberta Vinci            | Italia      | 27       | 4              |
| Anastasija Pavljučenkova | Russia      | 29       | 5              |
| Klára Zakopalová         | Rep. Ceca   | 32       | 6              |
| Mona Barthel             | Germania    | 40       | 7              |
| Shahar Peer              | Israele     | 47       | 8              |

* Ranking del 9 luglio 2012.

### Altre partecipanti
Le seguenti giocatrici hanno ricevuto una wild-card per il tabellone principale:
- Rebecca Peterson
- Laura Robson
- Sandra Roma

Le seguenti giocatrici sono entrate nel tabellone principale passando dalle qualificazioni:

- Lourdes Domínguez Lino
- Carina Witthöft
- Mariana Duque Mariño
- Annika Beck

## Campioni

### Singolare maschile
David Ferrer ha sconfitto in finale  Nicolás Almagro per 6-2, 6-2.
- È il sedicesimo titolo in carriera per Ferrer, il quinto nel 2012.

### Singolare femminile
Polona Hercog ha sconfitto in finale  Mathilde Johansson per 0-6, 6-4, 7-5.
- È il secondo titolo in carriera per la Hercog, il secondo a Båstad.

### Doppio maschile
Robert Lindstedt /  Horia Tecău hanno sconfitto in finale  Alexander Peya /  Bruno Soares per 6-3, 7–6(5).

### Doppio femminile
Catalina Castaño /  Mariana Duque Mariño hanno sconfitto in finale  Eva Hrdinová /  Mervana Jugić-Salkić per 4-6, 7-5, [10-5].